# Geissorhiza hispidula
Geissorhiza hispidula là một loài thực vật có hoa trong họ Diên vĩ. Loài này được (R.C.Foster) Goldblatt miêu tả khoa học đầu tiên năm 1985.